# Agama turuensis
Espèce
Synonymes
- Agama agama turuensis Loveridge, 1932

Statut de conservation UICN

 LC  : Préoccupation mineure
Agama turuensis est une espèce de sauriens de la famille des Agamidae.

## Répartition
Cette espèce est endémique de Tanzanie.

## Description
Dans sa description Loveridge indique que la plus grande femelle en sa possession mesure 297 mm dont 182 mm pour la queue. L'holotype, un mâle, mesure quant à lui 293 mm dont 184 mm pour la queue. Toutefois il précise que de nombreux paratypes mâles le dépassent en longueur avec pour le plus grand un corps de 140 mm (contre 109 pour l'holotype) mais que leur queue est souvent absente, ce qui est habituel pour les agames adultes. Son dos est bleu foncé tacheté de bleu clair. Sa tête et ses épaules sont rouge brique ainsi que le dessous de son cou et sa gorge qui est marquée par une tache noire en forme de U, ce qui est l'une des caractéristiques propres à cette espèce. Sa face ventrale est bleu foncé avec des taches blanches sur le ventre. La face interne de ses membres et le dessous de sa queue sont bleu clair.

## Publication originale
- Loveridge, 1932 : New reptiles and amphibians from Tanganyika Territory and Kenya Colony. Bulletin of the Museum of Comparative Zoology, vol. 72, p. 375-387 (texte intégral).